# Toyota A1
La Toyota A1 était calquée sur la Chrysler Airflow. Elle pouvait transporter 5 passagers à 100 km/h.